# Popoyo
Popoyo är en populär badort och en av Nicaraguas främsta surfingområden. Popoyo ligger vid Stillahavskusten i kommunen Tola.

## Aktiviteter
Det finns utmärkta bad- och surfingmöjligheter i Popoyo.

## Geografisk lokalisering
Orten Popoyo ligger vid Playa de Popoyo, två kilometer söder om Las Salinas de Nagualapa och två kilometer väster om El Limón. Detta framgår av den topografiska kartan i skala 1:50 000 från 1984, av den aeronautiska kartan i skala 1:250 000 från 1998, samt av INETER kartan över Rivas departementet från 2002. Här finner man bland annat hotellet Azvlik Popoyo och restaurangen Popoyo Republic. Popoyo kan också syfta på hela det omkringliggande surfingområdet, och vid Playa Guasacate två kilometer västerut finner man hotellen Popoyo Surfcamp, Popoyo Loco Surf House, Club Surf Popoyo, Red Pepper Popoyo och Ola Popoyo. 